# Sony Xperia Z2 Tablet
Sony Xperia Z2 Tablet (модельний номер — SGP521) — це сенсорний планшет на Android, розроблений і виготовлений компанією Sony. Як і його попередник, Xperia Z2 Tablet має 10,1-дюймовий екран і пиле- та водонепроникний із рейтингом  IP55 та IP58. Він є найлегшим і найтоншим 10,1-дюймовим планшетом, вагою 439 г і товщиною 6,4 мм. Z2 Tablet оснащений процесором Snapdragon 801, дисплеєм Sony Triluminos і запис відео HDR. Представлений разом із Sony Xperia Z2 під час Mobile World Congress 2014 року в Барселоні, Іспанія, 24 лютого, він був вперше випущений 26 березня 2014 року у Великій Британії. 3 липня 2014 року Sony випустила свій Xperia Z2 Tablet в Індії. 27 липня 2014 року Sony випустила Z2 Tablet у США в оператора Verizon.
Z2 Tablet замінив Xperia Tablet Z зі швидшим процесором, збільшеною пам’яттю та Live Color IPS LED-дисплеєм для ширших кутів огляду та яскравіших кольорів.

## Характеристики планшета

### Апаратне забезпечення
Ємнісний IPS LCD-дисплей пристрою має діагональ 10,1 дюйма з роздільною здатністю WUXGA 1920 на 1200 пікселів з щільністю пікселів 224 ppi. Він оснащений дисплеєм Sony Triluminos (Full HD) зі технологією Live Color LED, що використовується в телевізорах Sony Bravia, і Sony live Color LED, який відтворює більш насичені кольори та більш рівномірне підсвічування. Планшет важить 439 г і має розміри 172 мм на 266 мм на 6,4 мм, що робить його на 68 г легшим і на 0,5 мм тоншим, ніж Tablet Z. 
Всередині він оснащений чотириядерним процесором 2,3 ГГц Krait 400 який входить в SoC Qualcomm Snapdragon 801 і графічним процесором Adreno 330 на додаток до незмінного акумулятора ємністю 6000 мА·г, 3 ГБ оперативної пам’яті, 16 ГБ внутрішньої пам’яті з підтримкою карт пам'яті microSD, microSDHC, microSDXC до 128 ГБ. Задня камера планшета має 8,1 мегапікселя з сенсором Exmor RS і можливістю запису відео Full HD, а передня камера має 2,2 мегапікселя і здатна записувати відео 1080p. 
Xperia Z2 Tablet підтримує NFC (Near-field communication), який можна використовувати з Xperia SmartTags,, аксесуарами з підтримкою NFC, такими як динаміки, або для фінансових транзакцій, за допомогою відповідних програм із Google Play. Він також захищений від проникнення за стандартом IP55/58, що забезпечує пило захищеність і роботу в прісній воді на глибині до 1,5 м протягом 30 хвилин, а також оснащений інфрачервоним портом, який можна використовувати як пульт дистанційного керування. З решти інтерфейсів планшет має Bluetooth 4.0, сертифікований DLNA, підтримує MHL 3.0, FM-радіо, а також LTE.

### Програмне забезпечення
Планшет постачався з Android 4.4.2 «KitKat» (з можливістю оновлення до Android 6.0.1 «Marshmallow») зі спеціальною програмною оболонку від Sony, та додатковими програмами, включаючи медіа-програми Sony (Walkman, Альбоми й Фільми). Завдяки технології NFC на Xperia Z2 Tablet вона дозволяє показувати те, що відображається на екрані планшета, на сумісні телевізори — і відтворювати музику на динаміках із підтримкою NFC. Крім того, пристрій має режим Stamina, який збільшує час роботи телефону до 4 разів. Кілька програм Google (таких як Google Chrome, Google Play, Google Search (з голосом), Google Maps і Google Talk) уже попередньо завантажені. Технологія цифрового шумозаглушення також вбудована в планшет при умові використання спеціального набору навушників Sony, які не входять до комплекту планшета. Xperia Z2 Tablet також має сертифікацію PlayStation Mobile, що дозволяє користувачам грати в ігри PlayStation Suite від Sony.

## Варіанти
Пристрій продається у версіях Wi-Fi і 4G LTE, хоча версія планшета 4G LTE може бути недоступна в деяких країнах. Він також доступний у чорному або білому кольорах. Версія 4G LTE була випущена після 15 квітня. У Японії є операторські версії au by KDDI та NTT Docomo. Версія Docomo – це модель літа 2014 року, яка має голосові дзвінки, перегляд/запис цифрового телебачення OneSeg/FullSeg, VoLTE, а також нещодавно запущена від дати виходу планшета, послуга цифрового телевізійного мовлення NOTTV. Для реалізації цієї підтримки є розширювана антена, а також зовнішній адаптер коаксиальної антени, який підключається до роз'єму USB для використання всередині приміщень. Версія Docomo і Au має 32 ГБ внутрішньої флеш-пам’яті замість 16 ГБ, які є в більшості інших варіантів. Версія Au підтримує як LTE, так і WiMAX.

## Приімітки
1. ↑  Sony Xperia Z2 Tablet LTE - Повні характеристики телефону. GSMArena. Архів оригіналу за 16 травня 2014. Процитовано 21 травня 2014.
2. ↑  Sony Xperia Z2 Tablet Wi-Fi - Повні характеристики телефону. GSMArena. Архів оригіналу за 23 травня 2014. Процитовано 21 травня 2014.
3. ↑  Sony Xperia Z2 Tablet. phoneArena. Архів оригіналу за 7 липня 2014. Процитовано 21 травня 2014.
4. ↑  MWC: Sony Xperia Z2 Tablet hands-on review. theinquirer.net. Архів оригіналу за 4 березня 2014. Процитовано 28 лютого 2014. [Архівовано 2014-03-04 у Wayback Machine.]
5. ↑  Peermohamed, Alnoor M (3 липня 2014). Sony Launches Its Xperia Z2 Tablet In India At Rs 49,990. Techtree. Архів оригіналу за 14 липня 2014. Процитовано 4 липня 2014.
6. ↑  Sony Xperia Z2 Tablet arrives in US July 17 as Verizon Wireless exclusive starting at 600 [Архівовано 25 листопада 2018 у Wayback Machine.] Retrieved August 27, 2014.
7. ↑  Xperia™ SmartTags. Sony Mobile Communications. Архів оригіналу за 9 березня 2012. Процитовано 12 травня 2022.
8. ↑  Xperia™ SmartTags. Google Play. Архів оригіналу за 9 травня 2012. Процитовано 12 травня 2022.
9. ↑  Sony Xperia Z2 Tablet. Phone Arena. Архів оригіналу за 12 травня 2022. Процитовано 28 лютого 2014.
10. ↑  Sony Xperia Z2 Tablet White Paper (PDF). Sony Mobile. Архів оригіналу (PDF) за 27 березня 2014. Процитовано 28 лютого 2014. [Архівовано 2014-03-27 у Wayback Machine.]
11. ↑  Sony Xperia Z2 Tablet vs Samsung Galaxy Note PRO 12.2: first look. Tech Radar. Архів оригіналу за 8 червня 2016. Процитовано 28 лютого 2014.
12. ↑  #MWC2014: Sony unveils world's thinnest, lightest tablet. Times Of India. Архів оригіналу за 2 травня 2014. Процитовано 28 лютого 2014.
13. ↑  Sony's Xperia Z2 Android tablet aims to compete with iPad Air. The Guardian. Архів оригіналу за 12 травня 2022. Процитовано 28 лютого 2014.
14. ↑  Sony Xperia Z2 Release Date Approaches: Waterproof Flagship Records In 4K, Announced At MWC 2014. International Business Times. Архів оригіналу за 25 листопада 2018. Процитовано 28 лютого 2014.